# 294

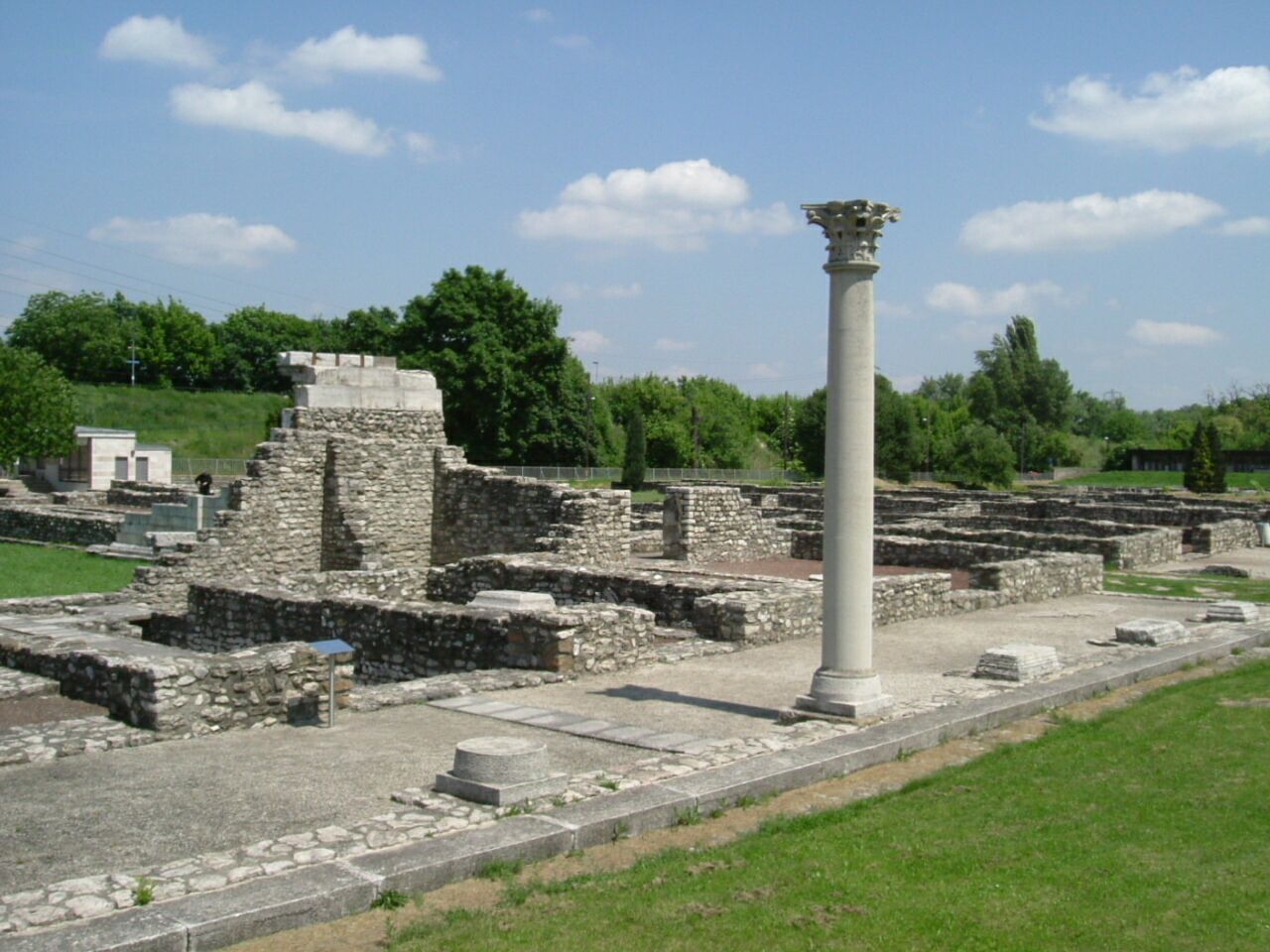
Ruïnes van Aquincum (Boedapest)

Het jaar 294 is het 94e jaar in de 3e eeuw volgens de christelijke jaartelling.

## Gebeurtenissen

### Balkan
- Keizer Diocletianus geeft opdracht om aan de oevers van de Donau bij Aquincum (Boeda) een bolwerk te bouwen, genaamd Contra-Aquincum (Pest). Gezamenlijk vormen de Romeinse vestigingen de latere Hongaarse hoofdstad Boedapest.